# Meretseger

Meretseger

Meretseger, Mertseger, (hon som älskar tystnaden) var en kobragudinna i egyptisk mytologi.  Hon bodde i berget ovanför Konungarnas dal och beskyddade faraonas gravar och folket i Deir al-Madinah som hade byggt dem. Om någon försökte vandalisera eller plundra kungagravarna sas hon spotta gift.
Eftersom solen gick ned i öknen i väst kallades Meretseger för "Västerns härskarinna", förbands med både öknen och döden och sas skydda mot ökenormar. Som ledsagare hade hon dessutom uppgiften att döma de döda.
Meretseger gestaltades som en kvinna med ormhuvud.